# Andrea Montermini
Andrea Montermini (* 30. Mai  1964 in Sassuolo) ist ein ehemaliger italienischer Automobilrennfahrer.

## Karriere
Andrea Montermini fuhr in den Jahren 1995 und 1996 in der Formel 1. Dies ist allerdings nur ein kleiner Ausschnitt aus seiner bis heute anhaltenden Rennfahrerkarriere. Montermini besetzte in vielen bekannten Rennserien in der ganzen Welt Cockpits von Rennwagen. Seine Karriere begann er 1987 in der italienischen Formel 3, danach wechselte er in die Formel 3000 und arbeitete gleichzeitig als Testfahrer bei Ferrari und Benetton. 1992 wurde er Zweiter in der Formel 3000 und liebäugelte bereits ernsthaft mit der CART-Serie in den Vereinigten Staaten, bevor er 1994 bei Simtek unterschrieb, um den tödlich verunfallten Roland Ratzenberger zu ersetzen. Dort überstand er bei seinem eigentlichen Debüt einen schweren Unfall in die Absperrungen beim Grand Prix von Spanien während des Trainings mit Glück lebend, sodass er ins Krankenhaus nur mit einem gebrochenen Zeh und einer gebrochenen Ferse eingeliefert werden musste. Für den Rest der Saison plante Simtek mit David Brabham. In seiner Zeit als Formel-1-Pilot saß Montermini in Fahrzeugen der Teams Simtek, Pacific und Forti. Große Erfolge konnte er hier nicht feiern, unter anderem, weil die Teams nicht über gutes Material verfügten. Seine beste Platzierung war der achte Platz beim Großen Preis von Deutschland in der Saison 1995.
Nach seiner Zeit in der Formel 1 pilotiert Montermini Touren- bzw. Sportwagen, unter anderem in der FIA-GT-Meisterschaft und der IMSA-Serie. 2004 wurde er Vierter in der Gesamtwertung des Porsche Supercups. 2007 gewann er zusammen mit Michele Maceratesi auf einem Ferrari F430 die GTA-Klasse der International GT Open.
Im Juli 2008 verkündete die Scuderia Ferrari die Verpflichtung Monterminis als Instruktor für die beiden damals aktiven Piloten Felipe Massa und Kimi Räikkönen bei Trainingsfahrten auf dem Fahrsimulator des Rennstalls.

## Statistik

### Statistik in der Formel 1

#### Gesamtübersicht
| Saison | Team    | Chassis                  | Motor               | Rennen | Siege | Zweiter | Dritter | Poles | schn. Runden | Punkte | WM-Pos. |
| ------ | ------- | ------------------------ | ------------------- | ------ | ----- | ------- | ------- | ----- | ------------ | ------ | ------- |
| 1994   | Simtek  | Simtek S941              | Ford HB 3.5 V8      | –      | –     | –       | –       | –     | –            | –      | –       |
| 1995   | Pacific | Pacific PR02             | Ford ED 3.0 V8      | 16     | –     | –       | –       | –     | –            | –      | 25.     |
| 1996   | Forti   | Forti FG01B / Forti FG03 | Ford Zetec-R 3.0 V8 | 4      | –     | –       | –       | –     | –            | –      | 23.     |

#### Einzelergebnisse
| Saison | 1   | 2   | 3   | 4   | 5   | 6   | 7   | 8   | 9   | 10  | 11  | 12  | 13  | 14  | 15  | 16  | 17 |
| ------ | --- | --- | --- | --- | --- | --- | --- | --- | --- | --- | --- | --- | --- | --- | --- | --- | -- |
| 1994   |     |     |     |     |     |     |     |     |     |     |     |     |     |     |     |     |    |
|        |     |     |     | DNQ |     |     |     |     |     |     |     |     |     |     |     |     |    |
| 1995   |     |     |     |     |     |     |     |     |     |     |     |     |     |     |     |     |    |
| 9      | DNF | DNF | DNF | DNS | DNF | NC  | DNF | 8   | 12  | DNF | DNF | DNF | DNF | DNF | DNF | DNF |    |
| 1996   |     |     |     |     |     |     |     |     |     |     |     |     |     |     |     |     |    |
| DNQ    | DNF | 10  | DNQ | DNQ | DNS | DNQ | DNF | DNF | DNQ |     |     |     |     |     |     |     |    |

| Legende  | Legende            | Legende                                                          |
| Farbe    | Abkürzung          | Bedeutung                                                        |
| -------- | ------------------ | ---------------------------------------------------------------- |
| Gold     | –                  | Sieg                                                             |
| Silber   | –                  | 2. Platz                                                         |
| Bronze   | –                  | 3. Platz                                                         |
| Grün     | –                  | Platzierung in den Punkten                                       |
| Blau     | –                  | Klassifiziert außerhalb der Punkteränge                          |
| Violett  | DNF                | Rennen nicht beendet (did not finish)                            |
| Violett  | NC                 | nicht klassifiziert (not classified)                             |
| Rot      | DNQ                | nicht qualifiziert (did not qualify)                             |
| Rot      | DNPQ               | in Vorqualifikation gescheitert (did not pre-qualify)            |
| Schwarz  | DSQ                | disqualifiziert (disqualified)                                   |
| Weiß     | DNS                | nicht am Start (did not start)                                   |
| Weiß     | WD                 | zurückgezogen (withdrawn)                                        |
| Hellblau | PO                 | nur am Training teilgenommen (practiced only)                    |
| Hellblau | TD                 | Freitags-Testfahrer (test driver)                                |
| ohne     | DNP                | nicht am Training teilgenommen (did not practice)                |
| ohne     | INJ                | verletzt oder krank (injured)                                    |
| ohne     | EX                 | ausgeschlossen (excluded)                                        |
| ohne     | DNA                | nicht erschienen (did not arrive)                                |
| ohne     | C                  | Rennen abgesagt (cancelled)                                      |
| ohne     | keine WM-Teilnahme |                                                                  |
| sonstige | P/fett             | Pole-Position                                                    |
| sonstige | 1/2/3/4/5/6/7/8    | Punktplatzierung im Sprint-/Qualifikationsrennen                 |
| sonstige | SR/kursiv          | Schnellste Rennrunde                                             |
| sonstige | *                  | nicht im Ziel, aufgrund der zurückgelegten Distanz aber gewertet |
| sonstige | ()                 | Streichresultate                                                 |
| sonstige | unterstrichen      | Führender in der Gesamtwertung                                   |

### Le-Mans-Ergebnisse
| Jahr | Team                | Fahrzeug        | Teamkollege | Teamkollege            | Platzierung | Ausfallgrund |
| ---- | ------------------- | --------------- | ----------- | ---------------------- | ----------- | ------------ |
| 1998 | Nissan Motorsports  | Nissan R390 GT1 | Érik Comas  | Jan Lammers            | Rang 6      |              |
| 1999 | Courage Compétition | Courage C52     | Alex Caffi  | Domenico Schiattarella | Rang 6      |              |

### Sebring-Ergebnisse
| Jahr | Team        | Fahrzeug                | Teamkollege                | Teamkollege       | Teamkollege  | Platzierung | Ausfallgrund |
| ---- | ----------- | ----------------------- | -------------------------- | ----------------- | ------------ | ----------- | ------------ |
| 1997 | Momo Racing | Ferrari 333SP           | Antônio de Azevedo Hermann | Giampiero Moretti | Didier Theys | Ausfall     | Unfall       |
| 2002 | JMB Racing  | Ferrari 360 Modena N-GT | Ryan Hunter-Reay           | Peter Argetsinger |              | Ausfall     | Motorschaden |